# Championnat d'Océanie masculin de basket-ball 2007
Navigation
Édition précédente Édition suivante
Le Championnat d'Océanie de basket-ball 2007 est le 18e championnat d'Océanie  de basket-ball masculin organisé par la FIBA Océanie, ainsi que le tournoi qualificatif pour les Jeux olympiques d'été de 2008 à Pékin en ce qui concerne le continent. La compétition a lieu à Melbourne, Sydney et Brisbane entre le 20 et le 24 août 2007.
Seules deux équipes disputent le tournoi qualificatif pour les Jeux olympiques d'été de Pékin : l'Australie et la Nouvelle-Zélande, au meilleur des 3 matchs. Le perdant prend ensuite part au tournoi pré-olympique pour tenter d'obtenir son billet pour les Jeux olympiques.
Dans tous les cas, même si une équipe remporte les 2 premiers matchs, le 3e est disputé.

## Les matchs
| Date         | Équipe 1  | Score   | Équipe 2         | Lieu                                     |
| ------------ | --------- | ------- | ---------------- | ---------------------------------------- |
| 20 août 2007 | Australie | 79 - 67 | Nouvelle-Zélande | Vodafone Arena (Melbourne)               |
| 22 août 2007 | Australie | 93 – 67 | Nouvelle-Zélande | Sydney Entertainment Centre (Sydney)     |
| 24 août 2007 | Australie | 58 – 67 | Nouvelle-Zélande | Brisbane Entertainment Centre (Brisbane) |

## Classement final
| Place     | Équipe           | Vict.-Déf. |
| --------- | ---------------- | ---------- |
| Vainqueur | Australie        | 2-1        |
| Finaliste | Nouvelle-Zélande | 1-2        |

L'Australie est qualifiée pour les Jeux olympiques de 2008 en basket-ball et la Nouvelle-Zélande dispute le tournoi de qualification olympique.